# Копра

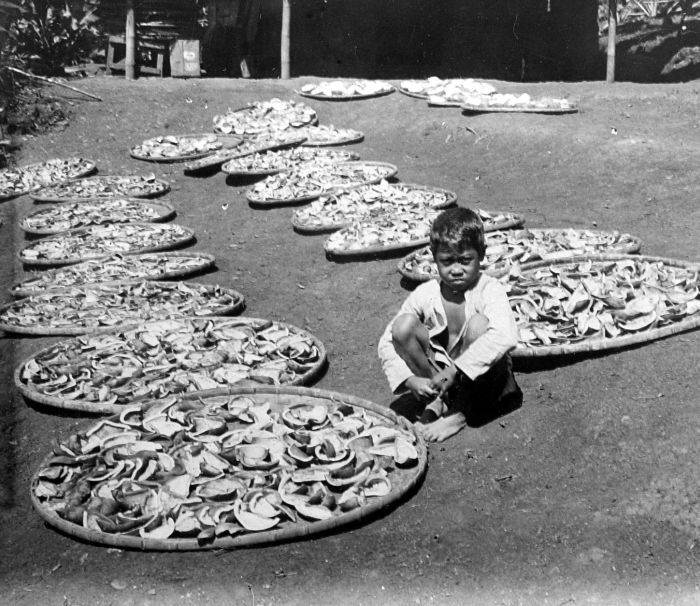
Сушіння копри на острові Ява, 1925 рік.

Ко́пра (від малаяльського коппара) — висушений олі́йний ендосперм горіхів кокосової пальми. Білі та жовтуваті шматочки товщиною 6—12 мм, вкриті шкіркою. Їстівна. Копра містить у середньому (в %): води 5,8, жиру 67, вуглеводів 16,5, білка 8,9. Методом гарячого пресування з копри отримують легкоплавку олію (t_пл 20—27° С), що вживається як їжа та використовується як технічна сировина. Вичавки копри — цінний концентрований корм для худоби. З одного горіха отримують від 80 до 500 г копри. Свіжий ендосперм кокоса містить 30—40 % кокосової олії, копра — 60—70 %.
Основні виробники копри: країни Південно-Східної Азії (близько 67 % світового виробництва), Океанія (близько 10 %), Африка (3—4 %).